# Rio Cămârzanu
O Rio Cămârzanu é um rio da Romênia, afluente do Râuşorul, localizado no distrito de Argeş.